# Cartoon Network
Cartoon Network is een Amerikaans kabeltelevisienetwerk dat tekenfilms uitzendt. Het is eigendom van Warner Bros. Discovery. Het originele Amerikaanse kanaal startte op 1 oktober 1992 met een aflevering van de Looney Tunes. Bekende eigen series van Cartoon Network zijn Dexter's Laboratory, Johnny Bravo, Cow and Chicken, Ed, Edd n Eddy, The Powerpuff Girls, Ben 10, Tijd voor Avontuur en De Wonderlijke Wereld van Gumball.

## Geschiedenis
Op 17 september 1993 ging het van start met de Europese versie in het Engels, zonder ondertiteling. Door de jaren heen heeft Cartoon Network in Nederland en Vlaanderen een aantal veranderingen ondergaan.
Er kwam een Nederlandse versie op 12 juli 1997 van 06.00 tot 00.00 uur. Sindsdien kwam er Nederlandse ondertiteling op Cartoon Network en enkele programma's kwamen met een Nederlandse nasynchronisatie. Op Koninginnedag 1999 werden alle programma's en reclames uitgezonden met een oranje kleur. De Nederlandse website werd opgericht op 1 februari 2000. Op 13 april 2000 kwam de eerste uitgave van het Nederlandstalige ‘Cartoon Network Magazine’. Na elf nummers en één special stopte men met uitgeven.
In het begin kwamen er slechts enkele programma’s in het Nederlands: de kleuterprogramma’s in de ochtend (onder de naam ‘Cartoon Club’) samen met een paar andere tekenfilms zoals The Mask: The Animated Series, Yogi Bear en The Real Adventures of Jonny Quest. In het jaar 2000 kwam daar echter verandering in: alle Cartoon Cartoons kregen plots een Nederlandse nasynchronisatie, en later volgde ook Dastardly and Muttley in their Flying Machines en enkele What a Cartoon en Looney Tunes shorts. Op belangrijke uren kwamen deze tekenfilms met Nederlands stemmen, de rest van de dag zond men ze uit met ondertiteling.
De Nederlandse versie stopte op 1 augustus 2001 en werd vervangen door de Europese versie met een Nederlands ondertiteling- of audiospoor. Hierbij stopte Cartoon Network om 22.00 uur. Er kwamen geen Nederlandse speelgoedreclames meer en de aankondigingen voor nieuwe tekenfilms verschenen sindsdien in het Engels. De Cartoon Cartoons werden bovendien steeds minder in het Engels uitgezonden.
De Nederlandse versie werd beëindigd omdat het Nederlandse Turner Broadcasting System bureau in Amsterdam ermee ophield. Alle twaalf werknemers werden ontslagen.
Steeds meer analoge tv providers stopten met het aanbieden van Cartoon Network. Uiteindelijk verdween het in heel Nederland achter de decoder. De voormalige tv-zender Yorin zond sinds 5 november 2001 verschillende tekenfilms van Cartoon Network uit. Deze werden uitgezonden bij Yorkiddin (het jongerenblok) onder de naam Yorkiddin presents Cartoon Network. In juni 2003 moest Yorin een boete betalen omdat de presentatrice Cindy Pielstroom rechtstreeks reclame had gemaakt voor Cartoon Network. Eind 2003 hield Yorkiddin presents Cartoon Network op met bestaan.
In Vlaanderen gebeurde ongeveer het omgekeerde. Cartoon Network was er enkel gratis te zien met een schotelantenne (Astra) en werd op 21 april 1998 een betaalkanaal bij Canal+. In maart 2000 werd het ook een betaalkanaal bij UPC (Leuven). Op 1 maart 2003 kwam de zender in het analoge zenderaanbod van Telenet terecht. Dit bedrijf bediende toen 70 procent van de Vlaamse huishoudens. Als reactie hierop werd de zender ook gratis te ontvangen bij UPC (Leuven).
Vanaf 1 april 2003 stopte Cartoon Network nog een uur vroeger: voortaan eindigden de uitzendingen al om 21.00 uur. Het kreeg een nieuw logo op 21 april 2006. Oorspronkelijk kwamen alle programma's in het Nederlands of met Nederlandse ondertiteling, maar sinds 2007 kwam Atomic Betty in het Engels zonder ondertiteling. In 2008 volgde ook Skunk Fu! en in 2009 de Zuid-Afrikaanse versie van Cartoon Network Dance Club. Het is opvallend dat Atomic Betty en Skunk Fu! wel in het Nederlands werden uitgezonden op Jetix/Disney XD. Atomic Betty kwam ook in het Nederlands op VT4 en Skunk Fu! in het Engels met ondertiteling op 2BE.
UPC (Nederland) voegde op 25 april 2008 een optioneel Engels audiospoor toe aan Cartoon Network. Later volgden andere kabelbedrijven, zoals Telenet, Ziggo, Numericable en KPN. Enkele providers, waaronder Telenet en UPC (Nederland), begonnen een 24-uurse versie door te geven. Van 21.00 tot en met 06.00 uur kwamen echter alle programma's in het Engels zonder ondertiteling.
Sinds begin 2010 kwamen de reclames weer in het Nederlands, maar de tekst op het scherm bleef Engels. Op 17 november 2010 werd de Europese versie vervangen door een Nederlandse versie. Die zendt 24 uur per dag uit en heeft een nieuw logo. Alle reclames worden nu in het Nederlands uitgezonden (inclusief de tekst in beeld) en voor elk programma is er een Nederlandse nasynchronisatie aanwezig: de drie Engelse programma’s worden niet meer uitgezonden.
Sommige tv-providers (zoals Belgacom, TV Vlaanderen en CanalDigitaal) bleven de Europese versie van Cartoon Network uitzenden tot en met 31 januari 2011. Dit was de laatste dag dat de Europese versie in het Nederlands uitzond. Sinds februari kreeg iedereen de Nederlandse Cartoon Network.
Beide versies leken absoluut niet op elkaar. Hierdoor was er twee en een halve maand verwarring. Op de Europese versie ging Angelo Rules wat later in première dan op de Nederlandse versie. Wel zond het Batman: Mask of the Phantasm uit, met een nieuwe Nederlandse nasynchronisatie. De Nederlandse versie zond deze film een jaar later uit.
In 2010 werd Cartoon Network opnieuw een digitale zender, maar inmiddels keek meer dan 80 procent van de Belgen digitaal. De zender is intussen weer in meer Nederlandse huishoudens te zien, maar nog steeds niet in zoveel als in het jaar 2000.
Sinds november 2011 kreeg Vlaanderen zijn eigen reclameblokken. De speelgoedreclames zijn specifiek voor Vlaanderen, terwijl de zenderreclames voor Cartoon Network nog steeds dezelfde zijn als die in Nederland. Nickelodeon pakt dit duidelijk anders aan: het heeft een zender voor Nederland en een andere voor Vlaanderen, voornamelijk omdat de Nederlandse en Vlaamse schoolvakanties niet overeenkomen. Andere kinderzenders volgen wel dezelfde strategie als Cartoon Network.

## De verschillende era’s
De Nederlandse Cartoon Network heeft zes verschillende stijlen gehad, die era’s ('tijdperken') genoemd worden.

### De 'Checkerboard' era (vanaf 17 september 1993)

Logo tot en met 20 april 2006

Cartoon Network begon in Europa op 17 september 1993. Dit was dan ook de allereerste stijl. Het werd zo genoemd omdat de meeste filmpjes tijdens deze era een dambordpatroon als achtergrond hadden. Ook het logo van Cartoon Network was gebaseerd op een dambord.
In deze periode zond Cartoon Network vooral herhalingen uit van oudere tekenfilms. Deze era is volledig gemaakt door het Amerikaanse bedrijf Hatmaker Studios. In de Verenigde Staten begon deze stijl al op 1 oktober 1992.
Op 17 juli 1997 ging de Nederlandse Cartoon Network van start. De programma-aankondigingen en filmpjes tijdens de reclame leken erg op die uit andere Europese landen, maar dan met Nederlandse tekst.

### De Europese 'Powerhouse' era (vanaf 1999/2000)
Dit was de eerste stijl die exclusief was voor Europa. De filmpjes die het volgende programma aankondigden, leken vaak erg op een computerbeeld. Zo verscheen er vaak een muiscursor op het scherm. Ook kwamen er veel korte filmpjes waarin het logo van de zender centraal stond, zoals bijvoorbeeld een op Arkanoid lijkend spel waarin het dambordlogo blok voor blok werd weggekaatst.
Deze era is gemaakt door Cosgrove Hall Films in het Verenigd Koninkrijk en is gebaseerd op de Amerikaanse Powerhouse era van het bedrijf Primal Screen. De Amerikaanse versie startte op 16 juli 1997. De naam komt van het lied 'Powerhouse' van Raymond Scott, dat toen vaak op de zender te horen was.
Op 1 augustus 2001 werd de Nederlandse Cartoon Network vervangen door de Europese versie. De reclames waren sindsdien in het Engels.

### De 'Casillas' era (vanaf september 2002)
Dit is de tweede stijl die exclusief was voor Europa. Alle filmpjes bestonden uit een aantal blokken (wat in het Spaans 'Casillas' is). In iedere blok verscheen een fragment uit een andere tekenfilm. Een bepaalde tekenfilmfiguur deed iets en wanneer die bepaalde handeling was afgelopen, werd het verder gezet door een andere tekenfilmfiguur in een aangrenzende blok.
Zo ontstond er steeds een ingenieuze serie van handelingen en die kon soms enkele minuten duren. Deze filmpjes zijn gemaakt door het Spaanse bedrijf Ink Apache. Hiervoor kregen ze verschillende Promax Gold Awards, een prijs voor de beste design en marketing in de reclamebusiness. Nieuwe filmpjes werden bijgemaakt door het Britse bedrijf Yeti Motion Graphics Ltd, maar deze bevatten geen blokken.
Tijdens de aftiteling verschenen er blokken met een tekenfilmfragment en een pijl die aangaven wat de volgende tekenfilm was. Soms verschenen deze blokken pas na de aftiteling. Tijdens het programma zelf gaf men dit aan met behulp van een klok, die vlak onder het dambordlogo in de rechterbovenhoek verscheen.
Deze stijl wordt in het Engels de 'Blocks' era genoemd.

### De 'City' era (vanaf 21 april 2006)

Logo tot en met 16 november 2010

Deze hele era speelde zich af in en een fictieve stad met alle tekenfilmfiguren van Cartoon Network. Bovendien kreeg de zender een nieuw logo.
Net na de aftiteling gaf een verkeerslicht aan wat het volgende programma was. Tijdens het programma zelf deed men dit met behulp van postzegels of notitieblaadjes, die in de linkerbovenhoek van het scherm verschenen.
Deze era is verzonnen door het Australische bedrijf Animal Logic. In de Verenigde Staten ging het al in première op 14 juli 2004.
Later werden er enkele Europese filmpjes bijgemaakt door Ink Apache.
De programma-aankondigingen verschenen nog steeds in het Engels met Greenwich Mean Time (GMT) voor de uitzenduren. Vanaf april 2008 werd GMT op de Europese zender vervangen door de Midden-Europese Tijd (CET) van Brussel en Amsterdam.

### De 'Arrow' era (vanaf 11 april 2009)
In deze stijl verschenen tijdens de onderbreking filmpjes vol met rode pijlen die in of uit het Cartoon Network-logo sprongen. Deze era is gemaakt door het Amerikaanse bedrijf Stardust, ook al werd het nooit in Amerika gebruikt.
Tegen het einde van een tekenfilm kwamen er onderaan het scherm rode pijlen die het volgende programma aangaven. Ook tijdens de aftiteling verschenen er links in beeld pijlen met dezelfde functie.
Er kwamen later ook filmpjes met kleine kleiachtige rode en zwarte wezens die uiteindelijk in bovenaanzicht het logo van de zender vormden. Deze werden gemaakt door het Zweedse bedrijf Meindbender.

### De 'Check It' era (vanaf 17 november 2010)
Cartoon Network kreeg nu opnieuw een volledig Nederlandse versie, met een gloednieuw logo. Voor het eerst staat het logo ook niet in de rechterbovenhoek, maar rechts onderaan. Deze era stelt een soort digitale wereld voor. De Europese zender kreeg deze stijl op 7 december 2010.
Het is verzonnen door het Amerikaanse bedrijf Brand New School en ging in de Verenigde Staten in première op 29 mei 2010. Later werd het verdergezet door twee andere Amerikaanse bedrijven: Awesome Incorporated en Impactist. In Europa werd extra beeldmateriaal bijgemaakt door de Britse bedrijven Blue-Zoo en Karrot en het Zweedse Cinematic.
In 2012 vierde Cartoon Network zijn twintigste verjaardag in de Verenigde Staten. Wereldwijd werden er nostalgische filmpjes uitgezonden die gemaakt waren door Primal Screen. Deze filmpjes waren ook in Nederland te zien.
Sinds 6 november 2014 staat het logo weer in de rechterbovenhoek.

### De 'Dimensional' era (vanaf 2017/2018)
In tegenstelling tot vorige transities, werd de Check It era niet abrupt maar gradueel vervangen door de Dimensional era. In 2017 verschenen voor het eerst nieuwe leaders in Nederland. Pas in de zomer van 2018 was de overgang compleet. In alle 'Dimensional' animaties zijn tekenfilmfiguren in felle kleuren te zien. De leaders zijn ontworpen door Bent Design Lab.
Sinds 25 september 2024 krijgt heel West Europa (Nederland, België, Duitsland, Oostenrijk, Zwitserland, Frankrijk, Portugal, Scandinavië) dezelfde programmering.

## Programmering
Dit is een lijst met programma's van de Nederlandse Cartoon Network.
| Programma                                                                               | Oorspronkelijke première                                                                 | Première op de Nederlandse Cartoon Network |
| --------------------------------------------------------------------------------------- | ---------------------------------------------------------------------------------------- | --- |
| The Addams Family                                                                       | 12 september 1992 (ABC)                                                                  | juli 1997 |
| De avonturen van Blinky Bill                                                            | 1994 (ABC Australië)                                                                     | juli 1997 |
| Dexter's Laboratory                                                                     | 28 april 1996                                                                            | juli 1997 |
| Droopy & Dripple                                                                        | 20 maart 1943 (theater)                                                                  | juli 1997 |
| The Flintstones (televisieserie)                                                        | 30 september 1960 (ABC)                                                                  | juli 1997 |
| The Fruitties                                                                           | 1 november 1988 (TVE)                                                                    | juli 1997 |
| Hong Kong Phooey                                                                        | 7 september 1974 (ABC)                                                                   | juli 1997 |
| Ivanhoe: The King's Knight                                                              | 3 maart 1997 (Britse Cartoon Network)                                                    | juli 1997 |
| The Jetsons                                                                             | 23 september 1962 (ABC)                                                                  | juli 1997 |
| Little Dracula                                                                          | 3 september 1991 (Amerikaanse FOX)                                                       | juli 1997 |
| Looney Tunes                                                                            | 19 april 1930 (theater)                                                                  | juli 1997 |
| The Mask: The Animated Series                                                           | 12 augustus 1995 (CBS)                                                                   | juli 1997 |
| Omer and the Starchild                                                                  | 8 januari 1992 (Franse Canal+)                                                           | juli 1997 |
| The Real Adventures of Jonny Quest                                                      | 26 augustus 1996                                                                         | juli 1997 |
| The Scooby-Doo Show                                                                     | 11 september 1976 (ABC)                                                                  | juli 1997 |
| Scooby-Doo, Where Are You!                                                              | 13 september 1969 (CBS)                                                                  | juli 1997 |
| SWAT Kats: The Radical Squadron                                                         | 11 september 1993 (TBS)                                                                  | juli 1997 |
| Thomas de stoomlocomotief                                                               | 4 september 1984 (ITV)                                                                   | juli 1997 |
| Tom en Jerry                                                                            | 10 februari 1940 (theater)                                                               | juli 1997 |
| Top Cat                                                                                 | 27 september 1961 (ABC)                                                                  | juli 1997 |
| 2 Stupid Dogs                                                                           | 5 september 1993 (TBS)                                                                   | juli 1997 |
| Wacky Races                                                                             | 14 september 1968 (CBS)                                                                  | juli 1997 |
| Cow and Chicken                                                                         | 15 juli 1997                                                                             | 1 september 1997 |
| Ik ben Wezel                                                                            | 15 juli 1997                                                                             | september 1997 |
| Johnny Bravo                                                                            | 7 juli 1997                                                                              | 1 november 1997 |
| Captain Planet and the Planeteers                                                       | 15 september 1990 (TBS)                                                                  | 1997 |
| Cave Kids                                                                               | 21 september 1996                                                                        | 1997 |
| Dastardly and Muttley in their Flying Machines                                          | 13 september 1969 (CBS)                                                                  | 1997 |
| Droopy Master Detective                                                                 | 11 september 1993 (Amerikaanse FOX)                                                      | 1997 |
| Dumb and Dumber                                                                         | 28 oktober 1995 (ABC)                                                                    | 1997 |
| Flintstone Frolics                                                                      | 22 februari 1980 (NBC)                                                                   | 1997 |
| Jonny Quest                                                                             | 18 september 1964 (ABC)                                                                  | 1997 |
| The New Yogi Bear Show                                                                  | 12 september 1988 (syndicatie)                                                           | 1997 |
| The Pirates of Dark Water                                                               | 25 februari 1991 (ABC)                                                                   | 1997 |
| Popeye                                                                                  | 14 juli 1933 (theater)                                                                   | 1997 |
| The Real Story of...                                                                    | 1992 (Family Channel)                                                                    | 1997 |
| Tom & Jerry Kids                                                                        | 8 september 1990 (Amerikaanse FOX)                                                       | 1997 |
| What a Cartoon!                                                                         | 20 februari 1995                                                                         | 1997 |
| Birdman and the Galaxy Trio                                                             | 9 september 1967 (NBC)                                                                   | 1997/1998 |
| Captain Caveman                                                                         | 10 september 1977 (ABC)                                                                  | 1997/1998 |
| Challenge of the GoBots                                                                 | 29 oktober 1984 (syndicatie)                                                             | 1997/1998 |
| Dink het Dinosaurusje                                                                   | 16 september 1989 (CBS)                                                                  | 1997/1998 |
| Fish Police                                                                             | 28 februari 1992 (CBS)                                                                   | 1997/1998 |
| Help!... It's the Hair Bear Bunch!                                                      | 11 september 1971 (CBS)                                                                  | 1997/1998 |
| The Perils of Penelope Pitstop                                                          | 13 september 1969 (CBS)                                                                  | 1997/1998 |
| Taz-Mania                                                                               | 7 september 1991 (Amerikaanse FOX)                                                       | 1997/1998 |
| Beertje Paddington                                                                      | 2 december 1989 (syndicatie)                                                             | 7 november 1998 |
| The All-New Scooby and Scrappy-Doo Show                                                 | 10 september 1983 (ABC)                                                                  | n.n.b. |
| A Pup Named Scooby-Doo                                                                  | 10 september 1988 (ABC)                                                                  | n.n.b. |
| The Banana Splits                                                                       | 7 september 1968 (NBC)                                                                   | n.n.b. |
| Barney Bear                                                                             | 10 juni 1939 (theater)                                                                   | n.n.b. |
| Dynomutt, Dog Wonder                                                                    | 11 september 1976 (ABC)                                                                  | n.n.b. |
| The Funky Phantom                                                                       | 11 september 1971 (ABC)                                                                  | n.n.b. |
| Inch High, Private Eye                                                                  | 8 september 1973 (NBC)                                                                   | n.n.b. |
| Jabberjaw                                                                               | 11 september 1976 (ABC)                                                                  | n.n.b. |
| Josie and the Pussycats                                                                 | 12 september 1970 (CBS)                                                                  | n.n.b |
| Monster Tails                                                                           | 17 september 1990                                                                        | n.n.b. |
| The New Scooby-Doo Movies                                                               | 9 september 1972 (CBS)                                                                   | n.n.b. |
| Richie Rich                                                                             | 1980 (ABC)                                                                               | n.n.b. |
| Sealab 2020                                                                             | 9 september 1972 (NBC)                                                                   | n.n.b. |
| Sky Commanders                                                                          | juli 1987 (syndicatie)                                                                   | n.n.b. |
| Squiddly Diddly                                                                         | 2 oktober 1965 (NBC)                                                                     | n.n.b. |
| The 13 Ghosts of Scooby-Doo                                                             | 7 september 1985 (ABC)                                                                   | n.n.b. |
| The Tidings                                                                             | 1995 (Britse Cartoon Network)                                                            | n.n.b. |
| Tiny Toon Adventures                                                                    | 14 september 1990 (CBS)                                                                  | n.n.b. |
| Yogi's Treasure Hunt                                                                    | 15 september 1985 (syndicatie)                                                           | n.n.b. |
| Wildfire                                                                                | 13 september 1986 (CBS)                                                                  | n.n.b. |
| The Powerpuff Girls                                                                     | 18 november 1998                                                                         | 13 februari 1999 |
| Animaniacs                                                                              | 13 september 1993 (Amerikaanse FOX)                                                      | 1 maart 1999 |
| Ed, Edd n Eddy                                                                          | 4 januari 1999                                                                           | 29 maart 1999 |
| Space Ghost Coast to Coast                                                              | 15 april 1994                                                                            | 31 mei 1999 |
| ToonHeads                                                                               | oktober 1992                                                                             | 31 mei 1999 |
| Bob de Bouwer                                                                           | 28 november 1998 (CBBC)                                                                  | september 1999 |
| Kleine Monsters                                                                         | 14 september 1998 (BBC)                                                                  | september 1999 |
| Flying Rhino Junior High                                                                | 3 oktober 1998 (CBS)                                                                     | september 1999 |
| Waynehead                                                                               | 19 oktober 1996 (Kids' WB!)                                                              | september 1999 |
| Courage het bange hondje                                                                | 12 november 1999                                                                         | 15 januari 2000 |
| Paling en Ko                                                                            | 14 januari 1995 (Antena 3)                                                               | 15 januari 2000 |
| Angela Anaconda                                                                         | 5 oktober 1999 (Teletoon)                                                                | 8 mei 2000 |
| Mike, Lu & Og                                                                           | 12 november 1999                                                                         | 28 augustus 2000 |
| Dragon Ball Z                                                                           | 26 april 1989 (Fuji TV)                                                                  | 28 augustus 2000 |
| Batman of the Future                                                                    | 10 januari 1999                                                                          | 5 februari 2001 |
| Fat Dog Mendoza                                                                         | 1998 (Britse Cartoon Network)                                                            | 1 april 2000 |
| Schaap in de Grote Stad                                                                 | 17 november 2000                                                                         | 7 september 2001 |
| The Cramp Twins                                                                         | september 2001 (Britse Cartoon Network)                                                  | 1 oktober 2001 |
| Gadget Boy & Heather                                                                    | 9 september 1995 (syndicatie)                                                            | 7 januari 2002 |
| Time Squad                                                                              | 8 juni 2001                                                                              | 1 april 2002 |
| Samurai Jack                                                                            | 10 augustus 2001                                                                         | 2 september 2002 |
| Grim And Evil                                                                           | 24 augustus 2001                                                                         | 4 november 2002 (previews in oktober) |
| Codename: Kids Next Door                                                                | 6 december 2002                                                                          | 6 oktober 2003 |
| Spaced Out                                                                              | 7 januari 2002 (Britse Cartoon Network)                                                  | 6 oktober 2003 |
| Star Wars: Clone Wars                                                                   | 7 november 2003                                                                          | 10 november 2003 |
| De Grimmige Avonturen van Billy en Mandy                                                | 13 juni 2003                                                                             | 2 februari 2004 |
| Evil Con Carne                                                                          | 11 juli 2003                                                                             | 6 februari 2004 |
| Megas XLR                                                                               | 1 mei 2004                                                                               | 3 januari 2005 |
| Foster's Home for Imaginary Friends                                                     | 13 augustus 2004                                                                         | 7 maart 2005 |
| Hi Hi Puffy AmiYumi                                                                     | 19 november 2004                                                                         | 2 mei 2005 |
| King Arthur’s Disasters                                                                 | 11 april 2005 (CITV)                                                                     | 3 oktober 2005 |
| The Life & Times of Juniper Lee                                                         | 30 mei 2005                                                                              | 11 november 2005 |
| Camp Lazlo                                                                              | 8 juli 2005                                                                              | 6 januari 2006 |
| Robotboy                                                                                | 1 november 2005 (Britse Cartoon Network)                                                 | 17 april 2006 |
| Mijn Sportvriendje is een Aap                                                           | 26 december 2005                                                                         | 4 september 2006 |
| Ben 10                                                                                  | 27 december 2005                                                                         | 4 september 2006 |
| Atomic Betty (in het Engels zonder ondertiteling)                                       | 29 augustus 2004 (Teletoon)                                                              | 5 februari 2007 |
| Squirrel Boy                                                                            | 27 mei 2006                                                                              | 2 april 2007 |
| De Verbazingwekkende Adrenalini Broertjes                                               | maart 2006 (CITV)                                                                        | 8 september 2007 |
| Fantastic Four: World's Greatest Heroes                                                 | 2 september 2006                                                                         | 1 oktober 2007 |
| Class of 3000                                                                           | 3 november 2006                                                                          | 6 oktober 2007 |
| Skunk Fu! (in het Engels zonder ondertiteling)                                          | mei 2007 (ABC Australië)                                                                 | 8 februari 2008 |
| George van de Jungle                                                                    | 29 juni 2007 (Teletoon)                                                                  | 3 maart 2008 |
| Eliot Kid                                                                               | januari 2008 (TF1)                                                                       | 10 mei 2008 |
| Chowder                                                                                 | 2 november 2007                                                                          | 12 mei 2008 |
| Chop Socky Chooks                                                                       | 7 maart 2008                                                                             | 1 september 2008 |
| Out of Jimmy’s Head                                                                     | 14 september 2007                                                                        | 13 oktober 2008 |
| Star Wars: The Clone Wars                                                               | 3 oktober 2008                                                                           | 13 februari 2009 |
| Best Ed                                                                                 | 3 oktober 2008 (Teletoon)                                                                | 2 maart 2009 |
| Bakugan Strijdige Strijders                                                             | 5 april 2007 (TV Tokyo)                                                                  | 7 maart 2009 |
| De Rampzalige Avonturen van Flapjack                                                    | 5 juni 2008                                                                              | 11 april 2009 |
| The Secret Saturdays                                                                    | 3 oktober 2008                                                                           | 9 mei 2009 |
| Ben 10: Alien Force                                                                     | 18 april 2008                                                                            | 21 september 2009 |
| Total Drama Action                                                                      | 11 januari 2009 (Teletoon)                                                               | 5 november 2009 |
| Cartoon Network Dance Club (Zuid-Afrikaanse versie, in het Engels zonder ondertiteling) | /                                                                                        | 7 november 2009 |
| Bakugan Strijdige Strijders: Nieuw Vestroia                                             | 12 april 2009 (Teletoon)                                                                 | 8 februari 2010 |
| Total Drama Island                                                                      | 8 juli 2007 (Teletoon)                                                                   | 2 augustus 2010 |
| Hero: 108                                                                               | 1 maart 2010 (Britse Cartoon Network)                                                    | 6 september 2010 |
| Total Drama Wereldtournee                                                               | 10 juni 2010 (Teletoon)                                                                  | 9 september 2010 |
| Batman: Stoer en Stoutmoedig                                                            | 14 november 2008                                                                         | 11 september 2010 |
| Angelo Rules                                                                            | april 2009 (France 3)                                                                    | 29 november 2010 (pas sinds 11 december 2010 op de Europese versie)                                                                                                   |
| Tijd voor Avontuur                                                                      | 5 april 2010                                                                             | 14 januari 2011 |
| Generator Rex                                                                           | 23 april 2010                                                                            | 11 februari 2011 |
| Ben 10: Ultimate Alien                                                                  | 23 april 2010                                                                            | 17 maart 2011 |
| Bakugan: Indringers van Gundalia                                                        | 23 mei 2010 (Teletoon)                                                                   | 25 maart 2011 |
| The Garfield Show                                                                       | 22 december 2008 (France 3)                                                              | 6 juni 2011 |
| Scooby-Doo! Mystery Incorporated                                                        | 5 april 2010                                                                             | 29 augustus 2011 |
| Ben 10: De Ultieme Uitdaging (Nederlandse versie)                                       | /                                                                                        | 10 oktober 2011 |
| Sym-Bionic Titan                                                                        | 17 september 2010                                                                        | 22 oktober 2011 |
| De Wonderlijke Wereld van Gumball                                                       | 3 mei 2011                                                                               | 9 november 2011 |
| Regular Show                                                                            | 6 september 2010                                                                         | 29 november 2011 |
| The Looney Tunes Show                                                                   | 3 mei 2011                                                                               | 13 januari 2012 |
| Bakugan: Mechtanium Toestroom                                                           | 13 februari 2011 (Teletoon)                                                              | 20 februari 2012 |
| Redakai: Verover de Kairu                                                               | 9 juli 2011 (YTV)                                                                        | 3 maart 2012 |
| Total Drama: Wraak van het Eiland                                                       | 5 januari 2012 (Teletoon)                                                                | 5 maart 2012 |
| Cartoon Network Checker                                                                 | 27 november 2010 (Duitse Cartoon Network)                                                | 13 april 2012 |
| Johnny Test                                                                             | 17 september 2005 (The WB)                                                               | 14 mei 2012 |
| Thundercats (2011-2012)                                                                 | 29 juli 2011                                                                             | 16 mei 2012 |
| Level Up                                                                                | 24 januari 2012                                                                          | 4 juni 2012 |
| Young Justice                                                                           | 26 november 2010                                                                         | 23 juni 2012 |
| Ben 10: Omniverse                                                                       | 22 september 2012                                                                        | 27 september 2012 |
| Transformers: Prime                                                                     | 29 november 2010 (Hub Network)                                                           | 13 oktober 2012 |
| Green Lantern: The Animated Series                                                      | 11 november 2011                                                                         | 7 januari 2013 |
| Draken: Rijders van Berk                                                                | 7 augustus 2012                                                                          | 5 maart 2013 |
| What's New, Scooby-Doo?                                                                 | 14 september 2002 (The WB)                                                               | 15 maart 2013 |
| Gormiti: Nature Unleashed                                                               | 17 september 2012 (Italiaanse Cartoon Network)                                           | 8 juni 2013 |
| Young Justice: Invasion                                                                 | 28 april 2012                                                                            | 6 januari 2014 |
| Mixels                                                                                  | /                                                                                        | 1 februari 2014 |
| Draken: Beschermers van Berk                                                            | 19 september 2013                                                                        | 1 februari 2014 |
| Teen Titans Go!                                                                         | 23 april 2013                                                                            | 15 februari 2014 |
| Total Drama: All-Stars                                                                  | 9 januari 2014 (Teletoon)                                                                | 7 april 2014 |
| Ome Opa                                                                                 | 2 september 2013                                                                         | 23 mei 2014 |
| Xiaolin Chronicles                                                                      | 26 augustus 2013 (Amerikaanse Disney XD)                                                 | 16 juni 2014 |
| Steven Universe                                                                         | 4 november 2013                                                                          | 17 augustus 2014 |
| Total Drama: Pahkitew Island                                                            | 7 juli 2014 (Teletoon)                                                                   | 26 augustus 2014 |
| Dr. Dimensionpants                                                                      | 21 oktober 2014 (Poolse Cartoon Network)                                                 | 27 oktober 2014 |
| Clarence                                                                                | 17 februari 2014                                                                         | 17 november 2014 |
| Lego Ninjago: Masters of Spinjitzu                                                      | 2 december 2011                                                                          | 2 maart 2015 |
| Achter de Tuinmuur                                                                      | 3 november 2014                                                                          | 30 maart 2015 |
| Transformers: Robots in Disguise                                                        | 9 februari 2015 (Canal J)                                                                | 6 april 2015 |
| Cartoon Network: GPS Expeditie                                                          | 30 april 2014 (Poolse Cartoon Network)                                                   | 2 mei 2015 |
| Wat Beren Leren                                                                         | 27 juli 2015                                                                             | 9 november 2015 |
| Total Drama Presents: The Ridonculous Race                                              | 7 september 2015                                                                         | 18 januari 2016 |
| Supergroentjes                                                                          | 2 november 2015 (Britse Cartoon Network)                                                 | 15 februari 2016 |
| The PowerPuff Girls (2016)                                                              | 4 april 2016                                                                             | 23 april 2016 |
| De Mega Mega Mega Mega Cartoon Network Show                                             | /                                                                                        | 29 mei 2016 |
| Een Koninklijke Familie                                                                 | 30 november 2015                                                                         | 17 september 2016 |
| Ben 10 (2016)                                                                           | 1 oktober 2016 (Australische Cartoon Network)                                            | 10 oktober 2016 |
| Justice League Action                                                                   | 26 november 2016 (Britse Cartoon Network)                                                | 28 januari 2017 |
| Mighty Magiswords                                                                       | 6 mei 2015 (Amerikaanse CN Anything-app) 29 september 2016 (Amerikaanse Cartoon Network) | 20 mei 2016 (Nederlandse CN Anything-app) 20 februari 2017 (Nederlandse Cartoon Network) (sinds begin 2017 kwamen er al korte afleveringen tijdens de reclameblokken) |
| DC Super Hero Girls (2015)                                                              | 1 oktober 2015 (online)                                                                  | 18 maart 2017 |
| Beat Monsters                                                                           | 17 januari 2017 (online)                                                                 | 10 juli 2017 |
| Angry Birds Toons                                                                       | 16 maart 2013 (online)                                                                   | 7 augustus 2017 |
| Ben 10: Alien Worlds                                                                    | /                                                                                        | 14 augustus 2017 |
| Het regent gehaktballen                                                                 | 6 maart 2017                                                                             | 18 september 2017 |
| O.K. K.O. Jij wordt een held                                                            | 4 februari 2016 (shorts) 1 augustus 2017 (serie)                                         | 25 september 2017 (shorts) 6 november 2017 (serie) |
| De heldhaftige queeste van de dappere prins Ivandoe                                     | 20 november 2017 (Scandinavische Cartoon Network)                                        | 22 januari 2018 |
| Ben 10 Challenge                                                                        | /                                                                                        | 3 maart 2018 |
| Unikitty!                                                                               | 27 oktober 2017                                                                          | 25 april 2018 (previews) 21 mei 2018 |
| Appel en Uitje                                                                          | 23 februari 2018                                                                         | 3 september 2018 |
| Craig van de Kreek                                                                      | 30 maart 2018                                                                            | 15 oktober 2018 |
| Transformers: Cyberverse                                                                | 1 september 2018                                                                         | 27 oktober 2018 |
| Piggy Tales                                                                             | 11 april 2014                                                                            | 5 november 2018 |
| Summer Camp Island                                                                      | 7 juli 2018                                                                              | 10 december 2018 |
| Bakugan: Battle Planet                                                                  | 23 december 2018                                                                         | 27 mei 2019 |
| The Tom and Jerry Show                                                                  | 9 april 2014                                                                             | 1 juli 2019 |
| New Looney Tunes                                                                        | 21 september 2015                                                                        | 1 juli 2019 |
| Be Cool, Scooby-Doo!                                                                    | 5 oktober 2015                                                                           | 1 juli 2019 |
| DC Super Hero Girls (2019)                                                              | 8 maart 2019                                                                             | 28 september 2019 |
| Victor en Valentino                                                                     | 30 maart 2019                                                                            | 28 oktober 2019 |
| Total Dramarama                                                                         | 1 september 2018                                                                         | 25 november 2019 |
| Mao Mao: Helden met een puur hart                                                       | 1 juli 2019                                                                              | 2 maart 2020 |
| Power Players                                                                           | 6 september 2019                                                                         | 4 mei 2020 |
| ThunderCats Brul                                                                        | 22 februari 2020                                                                         | 18 mei 2020 |
| Scooby-Doo en raad de clue                                                              | 27 juni 2019 (Boomerang SVOD)                                                            | 1 juni 2020 |
| The Fungies!                                                                            | 20 augustus 2020 (de Amerikaanse HBO Max)                                                | 16 november 2020 |
| Elliott van de Aarde                                                                    | 6 maart 2021 (Britse Cartoon Network)                                                    | 24 mei 2021 |
| Monster Beach                                                                           | 11 april 2020 (Australische Cartoon Network)                                             | 9 augustus 2021 |
| Taffy                                                                                   | 17 december 2018 (Afrikaanse Boomerang)                                                  | 6 september 2021 |
| Steven Universe Future                                                                  | 7 december 2019                                                                          | 6 september 2021 |
| Bunnicula                                                                               | 6 februari 2016                                                                          | 1 oktober 2021 |
| Jellystone!                                                                             | 29 juli 2021 (de Amerikaanse HBO Max)                                                    | 13 december 2021 |
| Grizzy en de lemmings                                                                   | 10 oktober 2016 (Britse Boomerang)                                                       | 10 januari 2022 |
| Looney Tunes Cartoons                                                                   | 27 mei 2020 (de Amerikaanse HBO Max)                                                     | 10 januari 2022 |
| Wat Babyberen Leren                                                                     | 1 januari 2022                                                                           | 18 april 2022 |
| Mr. Bean (animatieserie)                                                                | 23 januari 2023 (ITV)                                                                    | 2 mei 2022 |
| Aquaman: Koning van Atlantis                                                            | 14 oktober 2021 (de Amerikaanse HBO Max)                                                 | 8 mei 2022 |
| Lego Monkie Kid                                                                         | 13 juni 2020 (TV3 in Maleisië)                                                           | 6 december 2022 |
| Jade Armor                                                                              | 7 september 2022 (France 4)                                                              | 13 februari 2023 |
| Batwheels                                                                               | 17 september 2022 (de Amerikaanse HBO Max)                                               | 15 mei 2023 |
| Bugs Bunny Bouwers                                                                      | 25 juli 2022                                                                             | 8 juli 2023 |
| Lamput                                                                                  | 21 september 2017 (Cartoon Network India)                                                | 31 augustus 2023 |
| Lucas de spin                                                                           | 25 juli 2022                                                                             | 1 april 2024 |
| Tiny Toons Looniversiteit                                                               | 8 september 2023                                                                         | 29 april 2024 |
| Lego Dreamzzz                                                                           | mei 2023 (YouTube)                                                                       | 22 juli 2024 |
| Totally Spies (2024)                                                                    | 12 mei 2024 (Gulli)                                                                      | 5 mei 2025 |

Als er geen oorspronkelijke zender vermeld staat, werd het oorspronkelijk uitgezonden op de Amerikaanse Cartoon Network.
Noot: Deze lijst is mogelijk incompleet. Het is onduidelijk welke Scooby-Doo-televisieseries werden uitgezonden, en welke tekenfilms er tijdens de programmablokken 'Power Zone' en 'Chuck en Earl's Big Toon Trip' werden uitgezonden.